# Fussballer des Jahres (Schweiz)

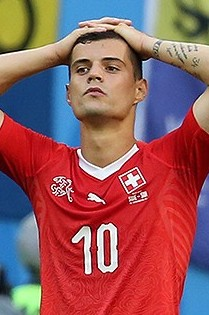
Captain Granit Xhaka ist amtierender UBS Male National Player

Fussballer des Jahres ist eine vom Schweizerischen Fussballverband (SFV) jährlich ausgetragene Ehrung für die herausragendsten Fussballspieler und -spielerin der Schweiz, die als Credit Suisse Player of the Year geehrt werden.
Insgesamt werden zehn Ehrungen verteilt – weitere Kategorien sind die besten Nachwuchsspieler, Teams, Tore und Leistungen des Jahres. Eine Fachjury trifft eine Vorauswahl aus, die Sieger werden im Rahmen einer Publikumswahl ermittelt.
Bis ins Jahr 1998 wurde die Wahl durch die Zeitung Sport vorgenommen. Der erste ausgezeichnete Spieler war Karl Odermatt. Dabei wurde noch zwischen dem besten Schweizer und dem besten ausländischen Spieler unterschieden. Zwischen 1998 und 2012 wurde mit dem Axpo Player of the Year der beste Spieler der einheimischen Super League ausgezeichnet, seither der Raiffeisen Super League Best Player. Im Januar 2022 wurden die Auszeichnungen von SFV und SFL anlässlich der Swiss Football Night erstmals seit 2012 wieder zusammen verliehen.
Erfolgreichster Spieler ist Heinz Hermann, der insgesamt fünfmal zum Fussballer des Jahres gewählt wurde. Als erster Torhüter wurde Jörg Stiel im Jahr 2003 ausgezeichnet. Erfolgreichster Verein sind die Grasshoppers Zürich, die 18 Mal einen Ausgezeichneten stellten.

## Liste der Titelträger
- Jahr: Nennt das Jahr, in dem der Spieler gewählt wurde.
- Name: Nennt den Namen des Spielers.
- Nationalität: Nennt die Nationalität des Spielers.
- Verein: Nennt den Verein, für den der Spieler zum damaligen Zeitpunkt gespielt hat.
- Position: Nennt die Position des Spielers: Tor, Abwehr, Mittelfeld, Sturm.

### Spieler des Jahres

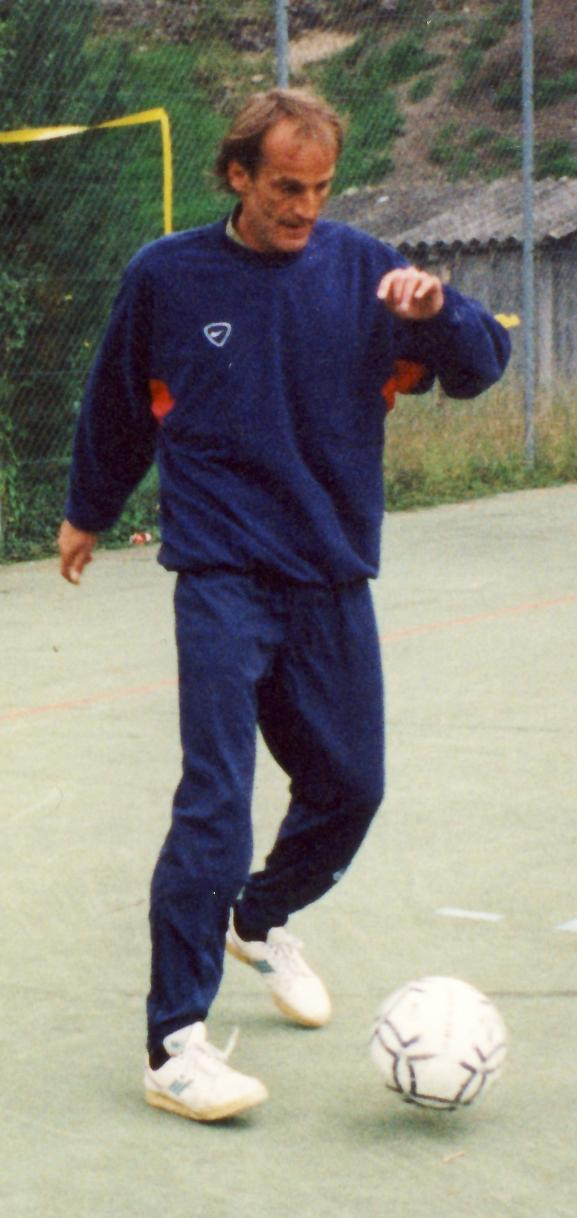
Heinz Hermann 2002, er wurde in den 1980er-Jahren fünfmal zum Fussballer des Jahres gekürt.

Mit dem Titel Spieler des Jahres wurde bis 1998 der beste Schweizer Spieler geehrt.
| Jahr | Name               | Verein                  | Position       |
| ---- | ------------------ | ----------------------- | -------------- |
| 1973 | Karl Odermatt      | FC Basel                | Mittelfeld     |
| 1974 | nicht vergeben     | nicht vergeben          | nicht vergeben |
| 1975 | Umberto Barberis   | Grasshopper Club Zürich | Mittelfeld     |
| 1976 | Jakob Kuhn         | FC Zürich               | Mittelfeld     |
| 1977 | Hans-Jörg Pfister  | Servette FC             | Sturm          |
| 1978 | Ruedi Elsener      | Grasshopper Club Zürich | Mittelfeld     |
| 1979 | Umberto Barberis   | Servette FC             | Mittelfeld     |
| 1980 | Umberto Barberis   | Servette FC             | Mittelfeld     |
| 1981 | Heinz Lüdi         | FC Zürich               | Abwehr         |
| 1982 | Claudio Sulser     | Grasshopper Club Zürich | Sturm          |
| 1983 | Lucien Favre       | Servette FC             | Mittelfeld     |
| 1984 | Heinz Hermann      | Grasshopper Club Zürich | Mittelfeld     |
| 1985 | Heinz Hermann      | Grasshopper Club Zürich | Mittelfeld     |
| 1985 | Rolf Osterwalder   | FC Aarau                | Abwehr         |
| 1986 | Heinz Hermann      | Neuchâtel Xamax         | Mittelfeld     |
| 1987 | Heinz Hermann      | Neuchâtel Xamax         | Mittelfeld     |
| 1988 | Heinz Hermann      | Neuchâtel Xamax         | Mittelfeld     |
| 1989 | Peter Nadig        | FC Luzern               | Mittelfeld     |
| 1990 | Andy Egli          | Grasshopper Club Zürich | Abwehr         |
| 1991 | Adrian Knup        | FC Luzern               | Sturm          |
| 1992 | Jean-Paul Brigger  | FC Sion                 | Sturm          |
| 1993 | Ciriaco Sforza     | Grasshopper Club Zürich | Mittelfeld     |
| 1994 | Thomas Bickel      | Grasshopper Club Zürich | Mittelfeld     |
| 1995 | Nestor Subiat      | Grasshopper Club Zürich | Sturm          |
| 1996 | Kubilay Türkyılmaz | Grasshopper Club Zürich | Sturm          |
| 1997 | Kubilay Türkyılmaz | Grasshopper Club Zürich | Sturm          |
| 1998 | Kubilay Türkyılmaz | Grasshopper Club Zürich | Sturm          |

### Ausländischer Spieler des Jahres
Von 1975 bis 1998 wurde der Titel des besten ausländischen Spieler des Jahres jeweils separat vergeben, ab 1998 konnten sowohl ausländische sowie Schweizer Spieler zum «Axpo Player of the Year» gekürt werden.
| Jahr | Name                  | Nationalität                      | Verein                  | Position   |
| ---- | --------------------- | --------------------------------- | ----------------------- | ---------- |
| 1975 | Ilija Katić           | Jugoslawien                       | FC Zürich               | Sturm      |
| 1976 | Ilija Katić           | Jugoslawien                       | FC Zürich               | Sturm      |
| 1977 | Eigil Nielsen         | Danemark                          | FC Basel                | Mittelfeld |
| 1978 | Martin Chivers        | England                           | Servette FC             | Sturm      |
| 1979 | Jurica Jerković       | Jugoslawien                       | FC Zürich               | Mittelfeld |
| 1980 | Piet Hamberg          | Niederlande                       | Servette FC             | Mittelfeld |
| 1981 | Robert Kok            | Niederlande                       | Lausanne-Sports         | Sturm      |
| 1982 | Jurica Jerković       | Jugoslawien                       | FC Zürich               | Mittelfeld |
| 1983 | Jurica Jerković       | Jugoslawien                       | FC Zürich               | Mittelfeld |
| 1984 | Raúl Nogués           | Argentinien                       | FC La Chaux-de-Fonds    | Mittelfeld |
| 1985 | Alfred Herberth       | Deutschland Bundesrepublik        | FC Aarau                | Mittelfeld |
| 1986 | Lars Lunde            | Danemark                          | BSC Young Boys          | Sturm      |
| 1987 | Robert Prytz          | Schweden                          | BSC Young Boys          | Mittelfeld |
| 1988 | John Eriksen          | Danemark                          | Servette FC             | Sturm      |
| 1989 | Karl-Heinz Rummenigge | Deutschland Bundesrepublik        | Servette FC             | Sturm      |
| 1990 | Iván Zamorano         | Chile                             | FC St. Gallen           | Sturm      |
| 1991 | Wilhelmus Gorter      | Niederlande                       | FC Lugano               | Mittelfeld |
| 1992 | Igor Dobrowolski      | Russland 1991                     | Servette FC             | Mittelfeld |
| 1993 | Sonny Anderson        | Brasilien                         | Servette FC             | Sturm      |
| 1994 | Giovane Élber         | Brasilien                         | Grasshopper Club Zürich | Sturm      |
| 1995 | Petar Aleksandrow     | Bulgarien                         | Neuchâtel Xamax         | Sturm      |
| 1996 | Viorel Moldovan       | Rumänien                          | Neuchâtel Xamax         | Sturm      |
| 1997 | Viorel Moldovan       | Rumänien                          | Grasshopper Club Zürich | Sturm      |
| 1998 | Shabani Nonda         | Kongo Demokratische Republik 1997 | FC Zürich               | Sturm      |

### Credit Suisse Player of the Year – Männer

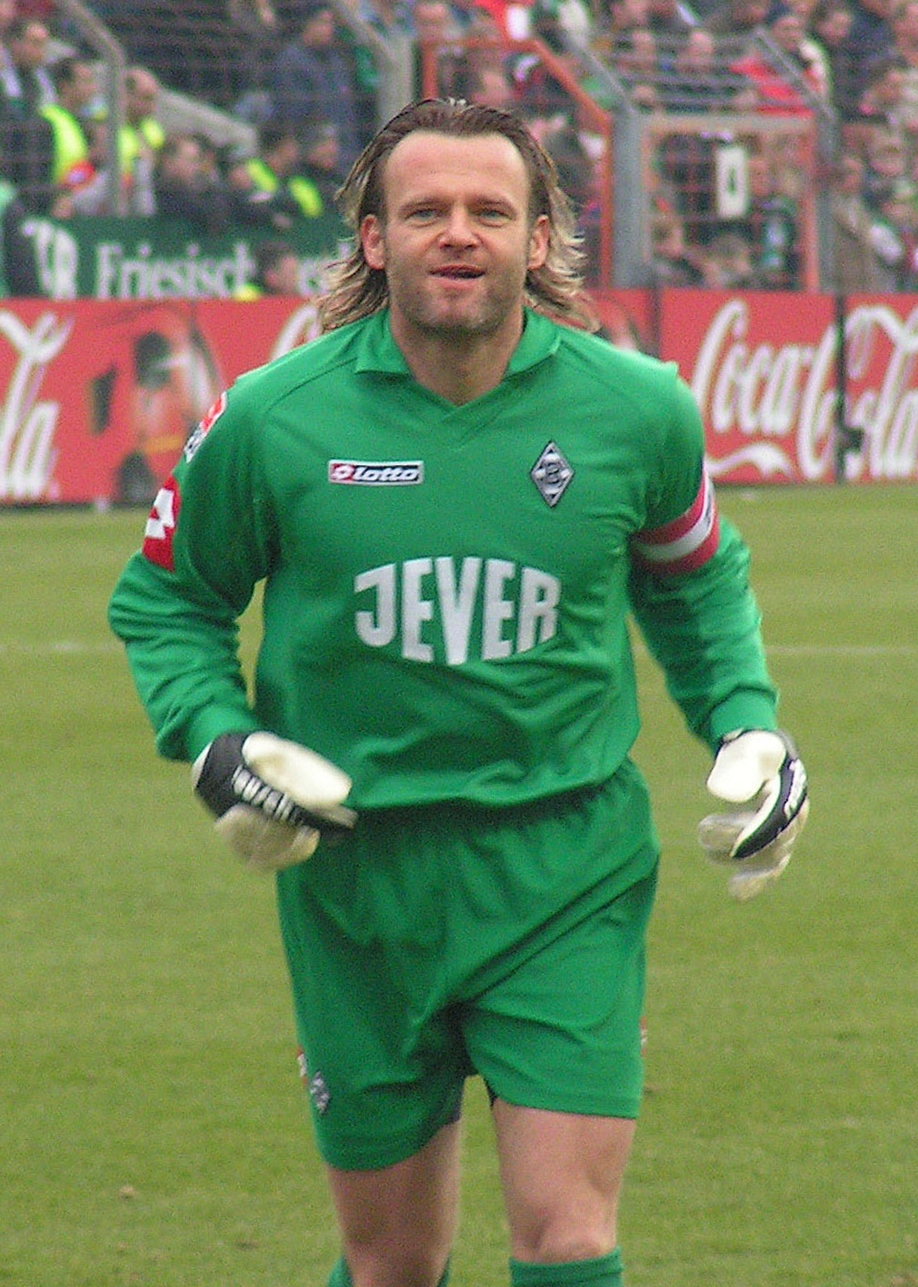
Jörg Stiel wurde als erster Torhüter ausgezeichnet

Mit dem Titel Credit Suisse Player of the Year wird der beste Schweizer Nationalspieler geehrt.
| Jahr | Name                 | Verein                   | Position   |
| ---- | -------------------- | ------------------------ | ---------- |
| 1998 | Raphael Wicky        | Werder Bremen            | Mittelfeld |
| 1999 | Ciriaco Sforza       | 1. FC Kaiserslautern     | Mittelfeld |
| 2000 | David Sesa           | US Lecce                 | Sturm      |
| 2001 | Stéphane Henchoz     | FC Liverpool             | Abwehr     |
| 2002 | Stéphane Henchoz     | FC Liverpool             | Abwehr     |
| 2003 | Jörg Stiel           | Borussia Mönchengladbach | Tor        |
| 2004 | Alexander Frei       | Stade Rennais            | Sturm      |
| 2005 | Alexander Frei       | Stade Rennais            | Sturm      |
| 2006 | Philippe Senderos    | FC Arsenal               | Abwehr     |
| 2007 | Alexander Frei       | Borussia Dortmund        | Sturm      |
| 2008 | Tranquillo Barnetta  | Bayer 04 Leverkusen      | Mittelfeld |
| 2009 | Diego Benaglio       | VfL Wolfsburg            | Tor        |
| 2010 | Benjamin Huggel      | FC Basel                 | Mittelfeld |
| 2011 | Xherdan Shaqiri      | FC Basel                 | Mittelfeld |
| 2012 | Xherdan Shaqiri      | FC Basel                 | Mittelfeld |
| 2013 | Diego Benaglio       | VfL Wolfsburg            | Tor        |
| 2014 | Ricardo Rodríguez    | VfL Wolfsburg            | Abwehr     |
| 2015 | Stephan Lichtsteiner | Juventus Turin           | Abwehr     |
| 2016 | Yann Sommer          | Borussia Mönchengladbach | Tor        |
| 2017 | Granit Xhaka         | FC Arsenal               | Mittelfeld |
| 2018 | Yann Sommer          | Borussia Mönchengladbach | Tor        |
| 2019 | Haris Seferović      | Benfica Lissabon         | Sturm      |

### Credit Suisse/UBS Male National Player
In dieser Kategorie wird seit 2022 an der Swiss Football Night der beste Schweizer Nationalspieler ausgezeichnet.
| Jahr | Name         | Verein                   | Position   |
| ---- | ------------ | ------------------------ | ---------- |
| 2021 | Yann Sommer  | Borussia Mönchengladbach | Tor        |
| 2022 | Granit Xhaka | FC Arsenal               | Mittelfeld |
| 2023 | Granit Xhaka | Bayer 04 Leverkusen      | Mittelfeld |
| 2024 | Granit Xhaka | Bayer 04 Leverkusen      | Mittelfeld |

### Axpo Player of the Year

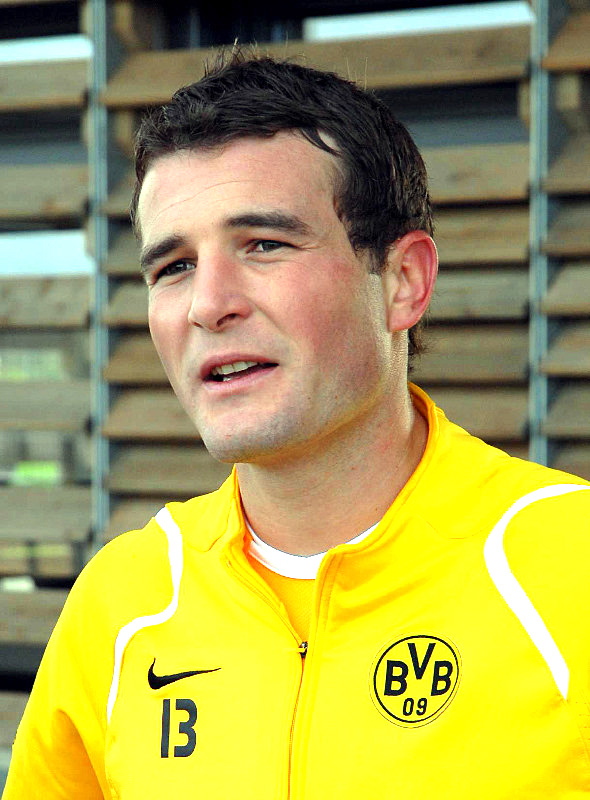
Alexander Frei wurde dreimal als Credit Suisse Player of the Year und zweimal als Axpo Player of the Year geehrt.

Mit dem Titel Axpo Player of the Year wurde der beste Spieler der Axpo Super League (Schweizer oder Ausländer) geehrt.
| Jahr | Name               | Nationalität   | Verein                  | Position   |
| ---- | ------------------ | -------------- | ----------------------- | ---------- |
| 1998 | Stefan Rehn        | Schweden       | Lausanne-Sports         | Mittelfeld |
| 1999 | Alexandre Rey      | Schweiz        | Servette FC             | Sturm      |
| 2000 | Charles Amoah      | Ghana          | FC St. Gallen           | Sturm      |
| 2001 | Stéphane Chapuisat | Schweiz        | Grasshopper Club Zürich | Sturm      |
| 2002 | Murat Yakin        | Schweiz        | FC Basel                | Abwehr     |
| 2003 | Hakan Yakin        | Schweiz        | FC Basel                | Mittelfeld |
| 2004 | Stéphane Chapuisat | Schweiz        | BSC Young Boys          | Sturm      |
| 2005 | Ricardo Cabanas    | Schweiz        | Grasshopper Club Zürich | Mittelfeld |
| 2006 | Matías Delgado     | Argentinien    | FC Basel                | Mittelfeld |
| 2007 | Mladen Petrić      | Kroatien       | FC Basel                | Sturm      |
| 2008 | Hakan Yakin        | Schweiz        | BSC Young Boys          | Mittelfeld |
| 2009 | Seydou Doumbia     | Elfenbeinküste | BSC Young Boys          | Sturm      |
| 2010 | Seydou Doumbia     | Elfenbeinküste | BSC Young Boys          | Sturm      |
| 2011 | Alexander Frei     | Schweiz        | FC Basel                | Sturm      |
| 2012 | Alexander Frei     | Schweiz        | FC Basel                | Sturm      |

### Raiffeisen Super League Best Player
Seit der Saison 2012/13 hatte die Liga einen neuen Sponsor und hiess Raiffeisen Super League. Der beste Spieler der Liga wurde an der «SFL Award Night» ausgezeichnet. Geehrt wurden unter anderem der Raiffeisen Super League Best Player, der Brack.ch Challenge League Best Player, der beste Trainer, der beste Nachwuchsspieler sowie die besten Mannschaften und die Publikumslieblinge der beiden höchsten Spielklassen.
| Jahr | Name              | Nationalität | Verein         | Position   |
| ---- | ----------------- | ------------ | -------------- | ---------- |
| 2013 | Mohamed Salah     | Agypten      | FC Basel       | Mittelfeld |
| 2014 | Shkelzen Gashi    | Albanien     | FC Basel       | Mittelfeld |
| 2015 | Breel Embolo      | Schweiz      | FC Basel       | Sturm      |
| 2016 | Guillaume Hoarau  | Frankreich   | BSC Young Boys | Sturm      |
| 2017 | Michael Lang      | Schweiz      | FC Basel       | Abwehr     |
| 2018 | Kevin Mbabu       | Schweiz      | BSC Young Boys | Abwehr     |
| 2019 | Jean-Pierre Nsame | Kamerun      | BSC Young Boys | Sturm      |
| 2020 | Jean-Pierre Nsame | Kamerun      | BSC Young Boys | Sturm      |

### Credit Suisse/UBS Super League Player
An der «Swiss Football Night» wird seit 2022 auch der beste Spieler der Super League ausgezeichnet.
| Jahr | Name           | Nationalität                 | Verein         | Position   |
| ---- | -------------- | ---------------------------- | -------------- | ---------- |
| 2021 | Arthur Cabral  | Brasilien                    | FC Basel       | Sturm      |
| 2022 | Fabian Rieder  | Schweiz                      | BSC Young Boys | Mittelfeld |
| 2023 | Elia Meschack  | Kongo Demokratische Republik | BSC Young Boys | Sturm      |
| 2024 | Renato Steffen | Schweiz                      | FC Lugano      | Mittelfeld |

### Credit Suisse Player of the Year – Frauen

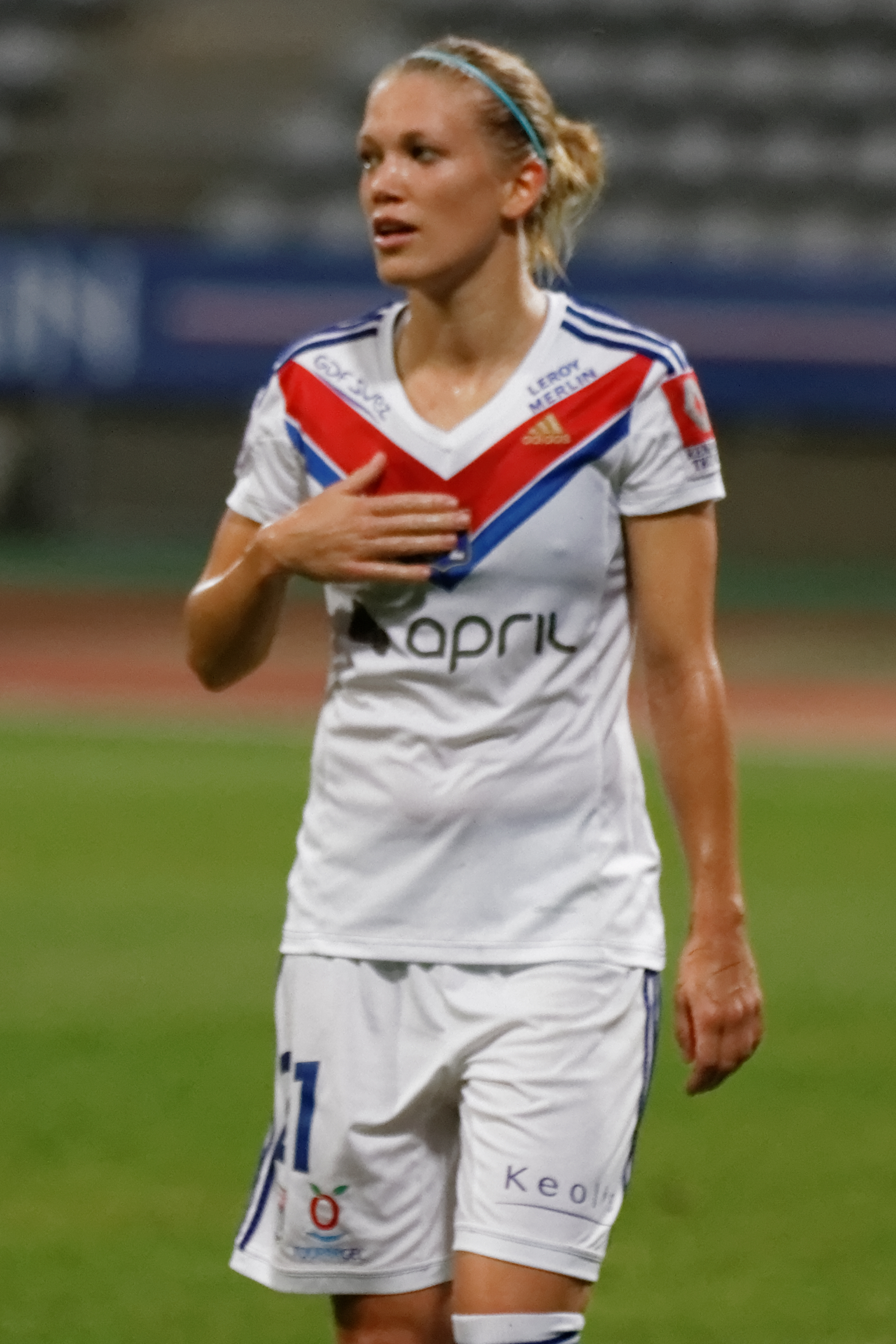
Lara Dickenmann ist achtfache Spielerin des Jahres

Mit dem Titel Spielerin des Jahres wurde seit 1998 die beste Schweizer Spielerin geehrt.
| Jahr | Name              | Verein                   | Position   |
| ---- | ----------------- | ------------------------ | ---------- |
| 1998 | Sonja Spinner     | SV Seebach               | Mittelfeld |
| 1999 | Kathrin Lehmann   | FC Bayern München        | Tor        |
| 2000 | Beatrice Mettler  | FC Schwerzenbach         | ?          |
| 2001 | Mirjam Berz       | FC Bern                  | Abwehr     |
| 2002 | Monica Di Fonzo   | FC Sursee                | Sturm      |
| 2003 | Prisca Steinegger | SV Seebach               | Abwehr     |
| 2004 | Lara Dickenmann   | FC Sursee                | Mittelfeld |
| 2005 | Marisa Brunner    | SC LUwin.ch Luzern       | Tor        |
| 2006 | Vanessa Bürki     | FFC Zuchwil 05           | Sturm      |
| 2007 | Marisa Brunner    | SC Freiburg              | Tor        |
| 2008 | Marina Keller     | FFC United Schwerzenbach | Abwehr     |
| 2009 | Ramona Bachmann   | Umeå IK damfotboll       | Sturm      |
| 2010 | Caroline Abbé     | FC Yverdon Féminin       | Abwehr     |
| 2011 | Lara Dickenmann   | Olympique Lyon           | Mittelfeld |
| 2012 | Lara Dickenmann   | Olympique Lyon           | Mittelfeld |
| 2013 | Lara Dickenmann   | Olympique Lyon           | Mittelfeld |
| 2014 | Lara Dickenmann   | Olympique Lyon           | Mittelfeld |
| 2015 | Ramona Bachmann   | VfL Wolfsburg            | Sturm      |
| 2016 | Lara Dickenmann   | VfL Wolfsburg            | Mittelfeld |
| 2017 | Lara Dickenmann   | VfL Wolfsburg            | Mittelfeld |
| 2018 | Lara Dickenmann   | VfL Wolfsburg            | Mittelfeld |
| 2019 | Ramona Bachmann   | FC Chelsea               | Sturm      |

### Credit Suisse/UBS Female National Player
In dieser Kategorie wird seit 2022 an der «Swiss Football Night» die beste Schweizer Nationalspielerin ausgezeichnet.
| Jahr | Name               | Verein              | Position   |
| ---- | ------------------ | ------------------- | ---------- |
| 2021 | Lia Wälti          | Arsenal Women FC    | Mittelfeld |
| 2022 | Ramona Bachmann    | Paris Saint-Germain | Sturm      |
| 2023 | Lia Wälti          | Arsenal Women FC    | Mittelfeld |
| 2024 | Géraldine Reuteler | Eintracht Frankfurt | Sturm      |

### Credit Suisse/AXA Women’s Super League Player
An der «Swiss Football Night» wird seit 2022 die beste Spielerin der Women’s Super League ausgezeichnet.
| Jahr | Name           | Nationalität | Verein                      | Position   |
| ---- | -------------- | ------------ | --------------------------- | ---------- |
| 2021 | Sandy Maendly  | Schweiz      | Servette FC Chênois Féminin | Mittelfeld |
| 2022 | Fabienne Humm  | Schweiz      | FC Zürich Frauen            | Sturm      |
| 2023 | Seraina Piubel | Schweiz      | FC Zürich Frauen            | Mittelfeld |
| 2024 | Naomi Luyet    | Schweiz      | BSC Young Boys              | Sturm      |